# Listă de orașe din statul Virginia de Vest

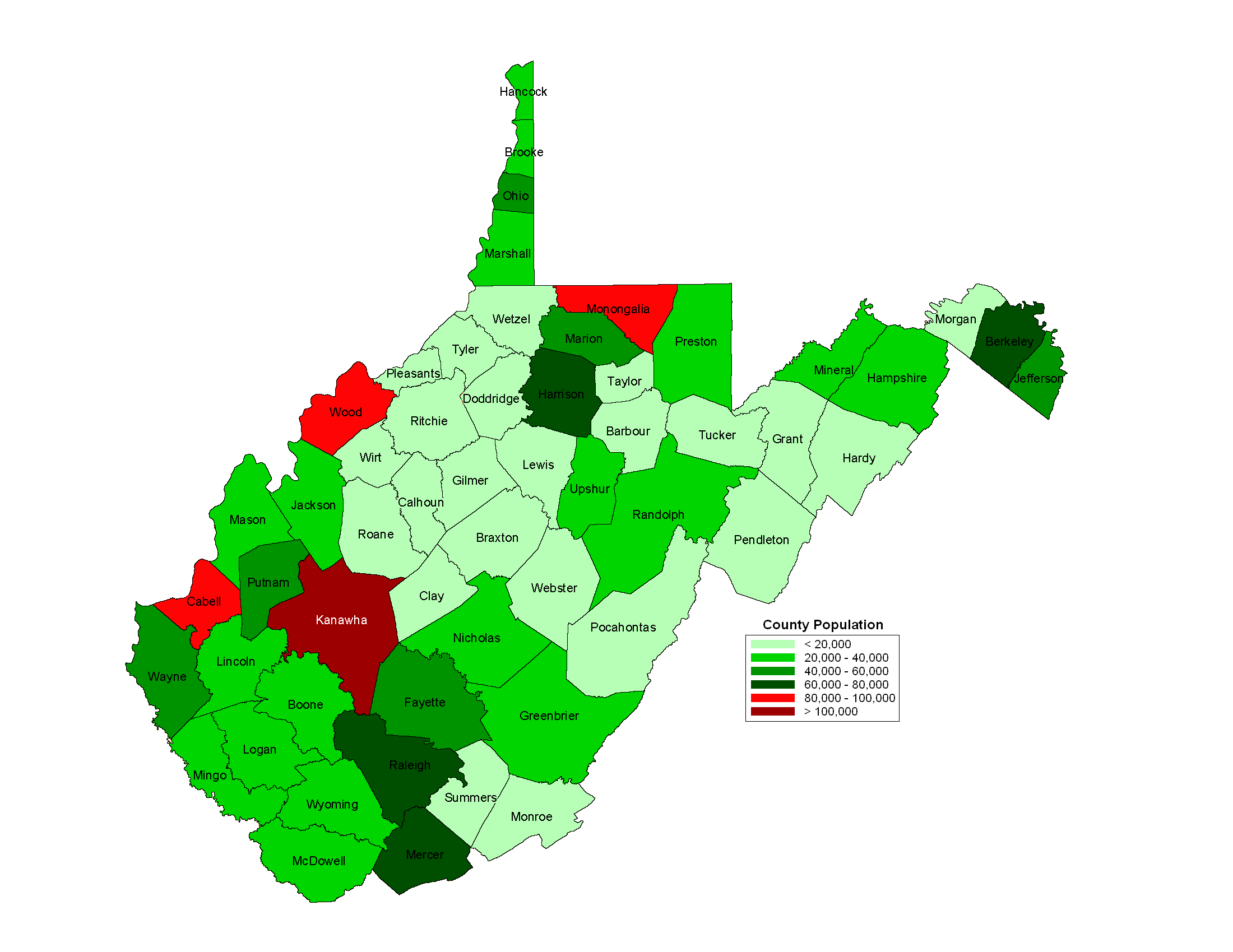
Harta densității populației statului.

- Prezenta pagină este o listă alfabetică a orașelor din statul  Virginia de Vest din  Statele Unite ale Americii.

Statul  Virginia de Vest a fost creat prin separarea Virginia de Vest de statul  Virginia, la data de 20 iunie 1863 (devenind al 35-lea stat în ordinea aderenței la Uniune) întrucât partea estică a statului (de atunci) Virginia era pro-sclavie și pro-scindarea țării în  Statele Unite ale Americii și Statele Confederate ale Americii.
- Listă de orașe din statul Virginia de Vest

și
- Vedeți și Listă de comitate din statul Alabama.

dar
- Vedeți și Listă de târguri din statul Virginia de Vest.
- Vedeți și Listă de diviziuni civile minore din statul Virginia de Vest.
- Vedeți și Listă de locuri desemnate pentru recensământ din statul Virginia de Vest.
- Vedeți și Listă de comunități neîncorporate din statul Virginia de Vest.
- Vedeți și Listă de districte civile din statul Virginia de Vest.
- Vedeți și Listă de localități dispărute din statul  Virginia de Vest.
- Vedeți și Listă de rezervații amerindiene din statul Virginia de Vest.
- Vedeți și Listă de zone de teritoriu neorganizat din statul Virginia de Vest.

respectiv
- Vedeți și Listă de localități din statul Alabama.
- Vedeți și Listă de municipalități din statul Alabama.
- Vedeți și Listă de sate din statul Alabama.

## B
- Beckley
- Belmont
- Benwood
- Berkeley Springs
- Bluefield
- Bridgeport
- Buckhannon
- Buffalo
- Burnsville
- Barboursville

## C
- Cameron
- Ceredo
- Charles Town
- Charleston
- Chester
- Clarksburg
- Cyclone

## D
- Dunbar

## E
- Elkins

## F
- Fairmont
- Fayetteville
- Follansbee

## G
- Gary
- Glen Dale
- Grafton

## H
- Hinton
- Huntington
- Hurricane
- Hedgesville

## I
- Iaeger

## K
- Kenova
- Keyser
- Keystone
- Kingwood

## L
- Lewisburg
- Logan

## M
- Madison
- Mannington
- Marmet
- Martinsburg
- Masontown
- McMechen
- Montgomery
- Morgantown
- Moundsville
- Mount Hope
- Mullens

## N
- New Cumberland
- Newell
- New Martinsville
- Nitro

## O
- Oak Hill
- Oceana

## P
- Paden City
- Parkersburg
- Parsons
- Pennsboro
- Petersburg
- Philippi
- Pleasant Valley
- Point Pleasant
- Princeton

## R
- Ravenswood
- Richwood
- Ripley
- Romney
- Ronceverte

## S
- Salem
- Shepherdstown
- Shinnston
- Sistersville
- Smithers
- South Charleston
- Spencer
- Saint Albans
- Saint Marys
- Stonewood
- Sutton

## T
- Thomas

## V
- Vienna

## W, Y și Z
- War
- Wayne
- Weirton
- Welch
- Wellsburg
- Weston
- Westover
- Wheeling
- White Sulphur Springs
- Williamson
- Williamstown

## Alte articole de citit
- Borough (Statele Unite ale Americii)
- Cătun (Statele Unite ale Americii)
- District civil (Statele Unite ale Americii)
- District desemnat (Statele Unite ale Americii)
- District topografic (Statele Unite ale Americii)
- Loc desemnat pentru recensământ (Statele Unite ale Americii)
- Localitate dispărută (Statele Unite ale Americii)
- Localitate neîncorporată (Statele Unite ale Americii)
- Municipalitate (Statele Unite ale Americii)
- Oraș (Statele Unite ale Americii)
- Precinct (Statele Unite ale Americii)
- Rezervație amerindiană (Statele Unite ale Americii)
- Sat (Statele Unite ale Americii)
- Târg (Statele Unite ale Americii)
- Teritoriu neorganizat (Statele Unite ale Americii)
- Township (Statele Unite ale Americii)
- Zonă metropolitană (Statele Unite ale Americii)
- Zonă micropolitană (Statele Unite ale Americii)

respectiv
- Census county division
- Designated place, a counterpart in the Canadian census
- ZIP Code Tabulation Area

## Alte legături interne
- Categorie:Liste de orașe din Statele Unite după stat
- Categorie:Liste de târguri din Statele Unite după stat
- Categorie:Liste de districte civile din Statele Unite după stat
- Categorie:Liste de sate din Statele Unite după stat
- Categorie:Liste de comunități desemnate pentru recensământ din Statele Unite după stat
- Categorie:Liste de comunități neîncorporate din Statele Unite după stat
- Categorie:Liste de localități dispărute din Statele Unite după stat
- Categorie:Liste de rezervații amerindiene din Statele Unite după stat
- Categorie:Liste de zone de teritoriu neorganizat din Statele Unite după stat

și
- Listă de municipalități din statul Virginia de Vest
  - Listă de orașe din statul Virginia de Vest
  - Listă de sate din statul Virginia de Vest

respectiv
- Listă de comitate din statul Virginia de Vest
- Listă de districte civile din statul Virginia de Vest
- Listă de locuri desemnate pentru recensământ din statul Virginia de Vest
- Listă de comunități neîncorporate din statul Virginia de Vest
- Listă de localități din statul Virginia de Vest
- Listă de localități dispărute din statul Virginia de Vest
- Listă de rezervații amerindiene din statul Virginia de Vest
- Listă de zone de teritoriu neorganizat din statul Virginia de Vest